# 陈小亚
陈小亚（1963年—），中华人民共和国政治人物，海南乐东人。1983年12月参加工作，1993年9月加入中国共产党。从1988年开始，就一直在三亚政坛履职。2021年1月15日因严重违纪违法落马，落马时担任海南省三亚市委常委、秘书长，市政法委书记和市委办公室主任。陈小亚最后一次公开露面是在2020年11月24日出席了三亚2020年脱贫攻坚大比武总结表彰暨成效考核迎检部署会。